# Lincoln (Kalifornia)
Lincoln város az USA Kalifornia államában, Placer megyében. Lakosainak száma 49 757 fő (2020. április 1.). Lincoln Roseville településekkel határos.

## Népesség
A település népességének változása:

| 2010 | 42 819 |
| 2020 | 49 757 |